# Kei Takase
Kei Takase (髙瀬 慧?, Takase Kei; Shizuoka, 25 novembre 1988) è un velocista giapponese.

## Biografia
Nel luglio del 2011 partecipa ai campionati asiatici di Kōbe, dove coglie una medaglia d'oro nella staffetta 4×400 metri, insieme a Yusuke Ishitsuka, Hideyuki Hirose e Yūzō Kanemaru.
Pur non partecipando nelle gare individuali dei mondiali di Taegu 2011 riesce ad entrare a far parte della staffetta 4×400 metri, con Yūzō Kanemaru, Yusuke Ishitsuka e Hideyuki Hirose. A differenza dei campionati asiatici di Kōbe, la squadra giapponese ottiene una delusione venendo eliminata anzitempo con un ultimo posto in batteria (3'02"64 da primato stagionale).
L'agosto del 2012 rappresenta il Giappone ai Giochi olimpici di Londra 2012. L'8 agosto è eliminato alle semifinali dei 200 metri con una prestazione di 20"70, in una gara segnata da un acceso duello fra Yohan Blake (20"01), Wallace Spearmon (20"02) e Christophe Lemaitre (20"03). Il giorno seguente partecipa alla staffetta 4×400 metri maschile, facendo squadra con Yūzō Kanemaru, Yoshihiro Azuma e Hiroyuki Nakano. Anche qui il quartetto giapponese non riesce a tenere il ritmo delle dirette avversarie e viene eliminato in batteria con un tempo di 3'03"86.
Takase ha comunque l'occasione di rifarsi ai campionati asiatici di Pune 2013, fregiandosi di un bronzo nei 200 metri e un argento nella 4×100.
Successivamente prende parte ai mondiali di Mosca 2013, fermandosi alle batterie dei 200 metri e ottenendo un sesto posto nella staffetta 4×100.

## Progressione

### 100 metri piani
| Stagione | Tempo | Luogo     | Data      | Rank. Mond. |
| -------- | ----- | --------- | --------- | ----------- |
| 2016     | 10"25 | Hiroshima | 5-6-2016  |             |
| 2015     | 10"09 | Kawasaki  | 10-5-2015 |             |
| 2014     | 10"13 | Incheon   | 28-9-2014 |             |
| 2014     | 10"13 | Hiroshima | 29-4-2014 |             |
| 2013     | 10"23 | Hiroshima | 29-4-2013 |             |
| 2012     | 10"43 | Sapporo   | 8-7-2012  |             |
| 2012     | 10"43 | Sapporo   | 8-7-2012  |             |

### 200 metri piani
| Stagione | Tempo | Luogo    | Data      | Rank. Mond. |
| -------- | ----- | -------- | --------- | ----------- |
| 2016     | 20"31 | Nagoya   | 26-6-2016 |             |
| 2015     | 20"14 | Kumagaya | 17-5-2015 |             |
| 2014     | 20"34 | Fukuroi  | 3-5-2014  |             |
| 2013     | 20"48 | Tokyo    | 9-6-2013  |             |
| 2012     | 20"42 | Osaka    | 10-6-2012 |             |
| 2011     | 20"53 | Kumagaya | 22-5-2011 |             |

## Palmarès
| Anno | Manifestazione      | Sede           | Evento      | Risultato  | Prestazione | Note |
| ---- | ------------------- | -------------- | ----------- | ---------- | ----------- | ---- |
| 2011 | Campionati asiatici | Kōbe           | 4×400 m     | Oro        | 3'04"72     |      |
| 2011 | Mondiali            | Taegu          | 4×400 m     | Batteria   | 3'02"64     |      |
| 2012 | Giochi olimpici     | Londra         | 200 m piani | Semifinale | 20"70       |      |
| 2012 | Giochi olimpici     | Londra         | 4×400 m     | Batteria   | 3'03"86     |      |
| 2013 | Campionati asiatici | Pune           | 200 m piani | Bronzo     | 20"92       |      |
| 2013 | Campionati asiatici | Pune           | 4×100 m     | Argento    | 39"11       |      |
| 2013 | Mondiali            | Mosca          | 200 m piani | Batteria   | 20"96       |      |
| 2013 | Mondiali            | Mosca          | 4×100 m     | 6º         | 38"39       |      |
| 2014 | World Relays        | Nassau         | 4×100 m     | 5º         | 38"40       |      |
| 2014 | Giochi asiatici     | Incheon        | 100 m piani | Bronzo     | 10"15       |      |
| 2014 | Giochi asiatici     | Incheon        | 4×100 m     | Argento    | 38"49       |      |
| 2015 | Mondiali            | Pechino        | 100 m piani | Batteria   | 10"15       |      |
| 2015 | Mondiali            | Pechino        | 200 m piani | Semifinale | 20"64       |      |
| 2016 | Giochi olimpici     | Rio de Janeiro | 200 m piani | Batteria   | 20"71       |      |